# Carl Filtsch

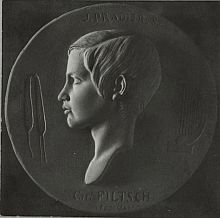
Carl Filtsch de Jean-Jacques Pradier, 1843

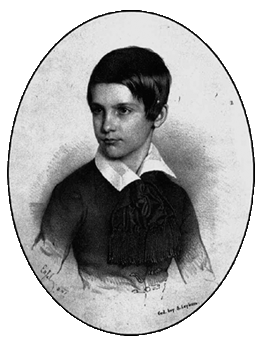

Carl Filtsch (n. 28 mai 1830, Sebeșul Săsesc, Transilvania – d. 11 mai 1845, Veneția) a fost una din cele mai importante personalități muzicale ale secolului al XIX-lea.
A început cursurile de pian la vârsta de trei ani, primul îndrumător fiind chiar tatăl său, Joseph Filtsch, pastor (preot) evanghelic în Sebeșul Săsesc. Pentru fructificarea talentului său muzical, a fost dus în 1837 la Viena, unde a fost prezentat Curții Imperiale. Astfel a ajuns să fie coleg de educație muzicală și tovarăș de joacă al viitorului împărat Franz Joseph. A debutat în public în februarie 1841 la "Wiener Musikverein". Succesul său răsunător a fost continuat într-un turneu din Budapesta până la Sibiu.
În decembrie 1842 a ajuns să fie elevul preferat al lui Frédéric Chopin la Paris. Pentru o vreme Franz Liszt l-a suplinit pe Chopin, fiindu-i de asemenea maestru lui Karl Filtsch. De la el ne-a rămas următoarea frază: „Dacă micuțul acesta va începe să călătorească, va trebui să-mi închid prăvălia”. Chiar și Chopin a făcut o remarcă după ce Carl Filtsch a interpretat unul din concertele pentru pian compuse de el: „Dumnezeule, ce copil. Până acum, nimeni nu m-a înțeles așa ca el...” Toate revistele muzicale din Viena, Paris și Londra au publicat numeroase recenzii.
Dar, din păcate, în scurt timp a fost obligat să anuleze turneele planificate în toată Europa. Filtsch s-a îmbolnăvit de tuberculoză și medicii i-au prescris băi de mare în Veneția. După o scurtă îmbunătățire a stării sănătății sale, și o ultimă ședere pe timpul verii în Transilvania și la Viena, el s-a întors la Veneția. Acolo a fost răpus de acea boală incurabilă, în plină tinerețe, la vârsta de numai 15 ani. Monumentul său funerar, dăltuit în marmură, se găsește la cimitirul San Michele din Veneția.
Filtsch, care a început să improvizeze la pian încă de tânăr, a lăsat în urma sa opt compoziții proprii, din care unele care au fost publicate pentru prima dată la Londra, în 1843. În ciuda influențelor ușor de recunoscut ale profesorilor săi, în lucrările sale se oglindesc o maturitate timpurie și un talent remarcabil.

## Compoziții
- Choral 1839
- Romanze ohne Worte 1840
- Barcarolle
- Mazurka
- Impromptu in Ges-Dur 1843
- Impromptu in b-Moll 1843
- Introduction und Variationen Op. 2
- Lebewohl von Venedig (Adieu)
- Piano Concertino in B minor
- Etude op.10 in A-dur
- Etude op.8 in F-dur

Din anul 1995 concursul de compoziție și pian de la Sibiu poartă numele "Festivalul Carl Filtsch din Sibiu/Hermannstadt".